# Монтгомері (Джорджія)
Монтгомері (англ. Montgomery) — переписна місцевість (CDP) в США, в окрузі Четем штату Джорджія. Населення — 4443 особи (2020).

## Географія
Монтгомері розташоване за координатами 31°56′37″ пн. ш. 81°6′23″ зх. д. / 31.94361° пн. ш. 81.10639° зх. д. (31.943487, -81.106342).  За даними Бюро перепису населення США в 2010 році переписна місцевість мала площу 15,71 км², з яких 13,52 км² — суходіл та 2,19 км² — водойми.

## Демографія
Згідно з переписом 2010 року, у переписній місцевості мешкали 4523 особи в 1766 домогосподарствах у складі 1239 родин. Густота населення становила 288 осіб/км².  Було 1878 помешкань (120/км²).
Расовий склад населення:
| - 79,3 % — білих - 8,8 % — чорних або афроамериканців - 1,4 % — азіатів - 0,4 % — корінних американців - 0,1 % — вихідців з тихоокеанських островів - 7,6 % — осіб інших рас |

До двох чи більше рас належало 2,3 %. Частка іспаномовних становила 11,6 % від усіх жителів.
За віковим діапазоном населення розподілялося таким чином: 21,7 % — особи молодші 18 років, 65,4 % — особи у віці 18—64 років, 12,9 % — особи у віці 65 років та старші. Медіана віку мешканця становила 40,3 року. На 100 осіб жіночої статі у переписній місцевості припадало 104,5 чоловіків;  на 100 жінок у віці від 18 років та старших — 106,9 чоловіків також старших 18 років.
Середній дохід на одне домашнє господарство  становив 61 361 долар США (медіана — 50 850), а середній дохід на одну сім'ю — 68 668 доларів (медіана — 55 147). Медіана доходів становила 40 950 доларів для чоловіків та 32 145 доларів для жінок. За межею бідності перебувало 19,1 % осіб, у тому числі 24,5 % дітей у віці до 18 років та 4,3 % осіб у віці 65 років та старших.
Цивільне працевлаштоване населення становило 2271 осіб. Основні галузі зайнятості: мистецтво, розваги та відпочинок — 17,1 %, освіта, охорона здоров'я та соціальна допомога — 16,6 %, будівництво — 12,1 %, науковці, спеціалісти, менеджери — 11,0 %.